# Tamias alpinus
Tamias alpinus är en däggdjursart som beskrevs av Clinton Hart Merriam 1893. Tamias alpinus ingår i släktet Tamias och familjen ekorrar. IUCN kategoriserar arten globalt som livskraftig. Inga underarter finns listade i Catalogue of Life.
Arten blir 16,5 till 20 cm lång (huvud och bål) och den har en 6 till 8,5 cm lång svans. Vikten är 28 till 50 g. Pälsens grundfärg på ovansidan är gulgrå till gulbrun och undersidan är ljus orange. Liksom hos flera andra jordekorrar förekommer fyra vita och tre mörka strimmor på ryggens mitt.
Denna jordekorre förekommer i Kalifornien i bergstrakten Sierra Nevada. Den vistas där mellan 2300 och 3900 meter över havet. Habitatet utgörs av klippiga bergsängar och andra landskap i bergstrakten.
Individerna går på marken och klättrar ibland i växtligheten. De äter frön från olika växter, svampar och troligen smådjur. Honor är cirka en månad dräktig och de föder sina unga under den tidiga sommaren. En kull har vanligen 4 eller 5 ungar. Arten håller från oktober till våren vinterdvala.
Tamias alpinus är aktiv på dagen. Den lagrar före dvalan fett i kroppen och den skapar även förråd som den äter när den vaknar under vintern. Arten kan leva 2 till 3 år i naturen.
Jordekorren kan snabbt gömma sig i en bergsspricka när den upptäcker en fiende. Troligen faller några individer offer för rovfåglar, vesslor, prärievargar, präriekatträv och rödlo.